# Björketorps distrikt
Björketorps distrikt är ett distrikt i Härryda kommun och Västra Götalands län. 
Distriktet ligger öster om Härryda. 

## Tidigare administrativ tillhörighet
Distriktet inrättades 2016 och utgörs av socknen Björketorp i Härryda kommun
Området motsvarar den omfattning Björketorps församling hade vid årsskiftet 1999/2000.